# フェラーリ・GTC4ルッソ
GTC4ルッソ（Ferrari GTC4 Lusso）はイタリアの高級自動車メーカー、フェラーリが生産した4人乗りのスポーツカー、シューティングブレークである。

## 概要

### GTC4ルッソ
フェラーリ初の四輪駆動車となったFFの後継として、2016年3月に行われたジュネーブショーに先立つ同年2月8日に発表された。
2010年代以降のフェラーリは、1950年代から1960年代にかけての車名を復活させる傾向にあり、「GTC」は330GTCや356GTC、「ルッソ」は250GTCルッソで採用されていたものである。「ルッソ（Lusso）」は、イタリア語で「贅沢」の意。
エンジンはFFと同じく排気量6,262ccV型12気筒自然吸気エンジンをフロントミッドシップに搭載。出力はFFより30馬力増え690馬力となった。FFの特徴である四輪駆動と4シータースタイルは継承され、さらに四輪操舵も装備された。四輪操舵はF12ベルリネッタtdf以来2車種目であり、フェラーリの市販車で四輪駆動と四輪操舵を同時に搭載するのは初である。また「FF」で搭載した電子制御デフのE-Diff、トラクションコントロールのF1-Trac、マグネティックライド・コントロール・サスペンションの3つを統合し、4RM-EVOに進化した。
エクステリアはFFから大きな変更はないものの、ヘッドライト周りは他車種とデザインは共通。両サイドのフィンが追加。4灯のテールランプはF430以来の復活である。
日本では2016年5月10日、東京都港区で開催されたFFオーナーと注文者向け発表会の場で正式発表され、同年末より導入された。

### GTC4ルッソT
2016年9月29日に開催されたパリモーターショーで発表。カリフォルニアTと同型の3,855ccV型8気筒ツインターボエンジンを搭載し、駆動方式は後輪駆動に変更されている。四輪操舵は存置され、後輪駆動になったことやシリンダー数が少ないために、V型12気筒エンジンと四輪駆動の組み合わせであるGTC4ルッソよりも車重は50kgほど軽くなった。

### BR20
2021年11月11日に発表されたワンオフモデル。GTC4ルッソのプラットフォームをベースとし、後席が取り外された2シーターのファストバッククーペスタイルに変更されているため、全長は76mm長くなっている。前後バンパーやヘッドライト、マフラーはオリジナルで、ホイールはダイヤモンド仕上げの20インチを装着している。インテリアは、濃淡色のブラウンのレザーとカーボンファイバーでトリミングされた。シートは「ヘリタジ・テスタ・ディ・モロ」というダークブラウンのレザーで覆われ、前面には特別なパターンとシルバーのクロスステッチが施された。

## ギャラリー

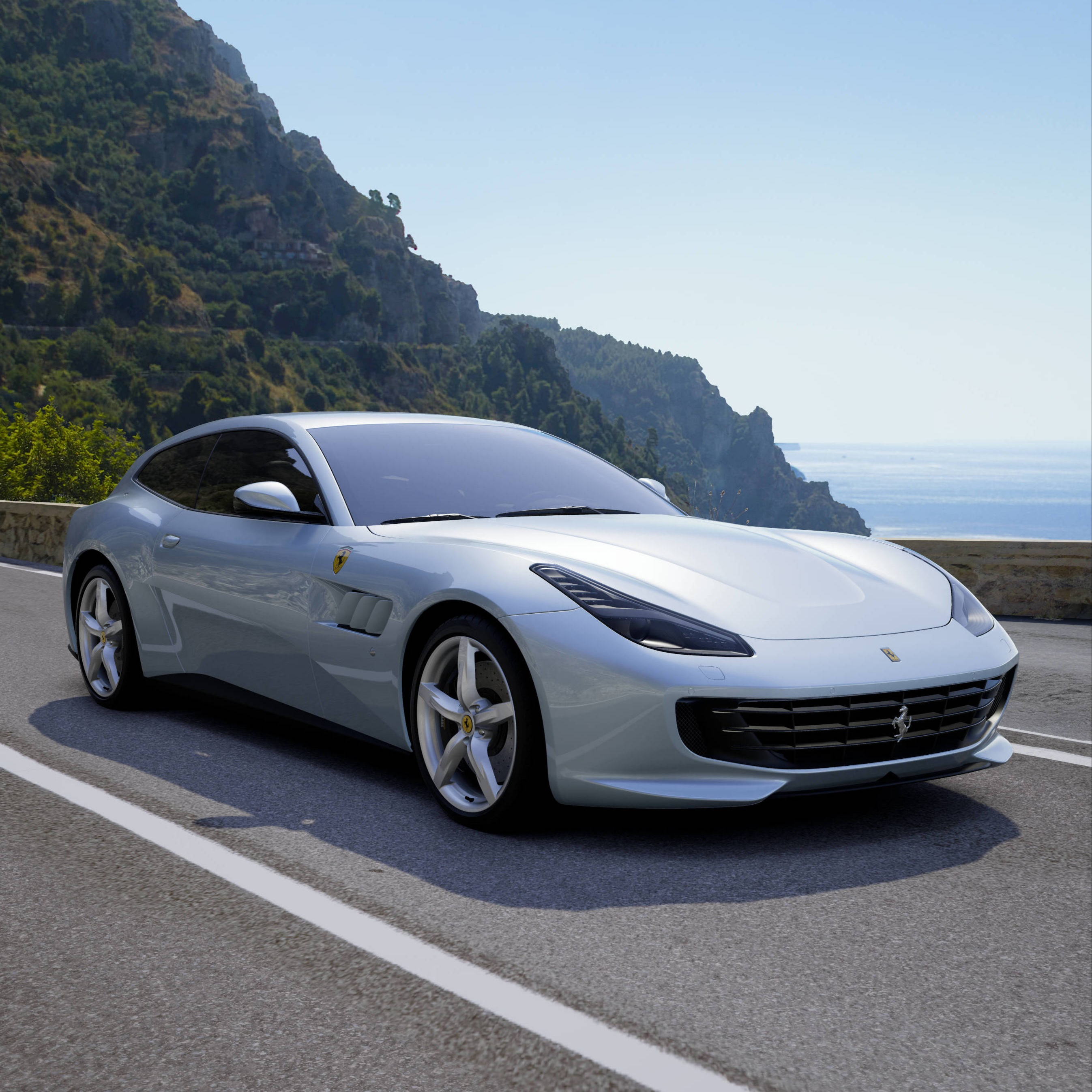
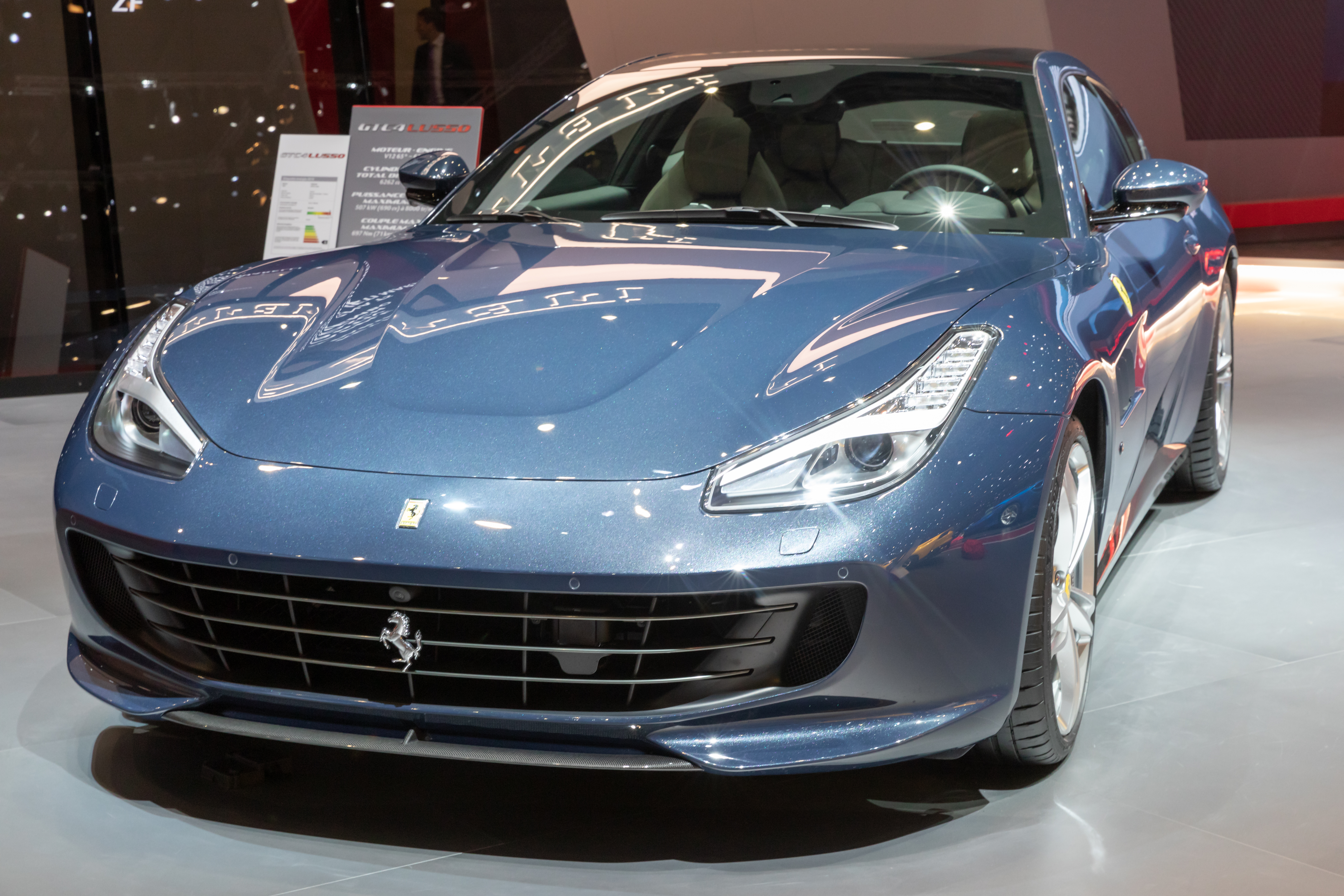
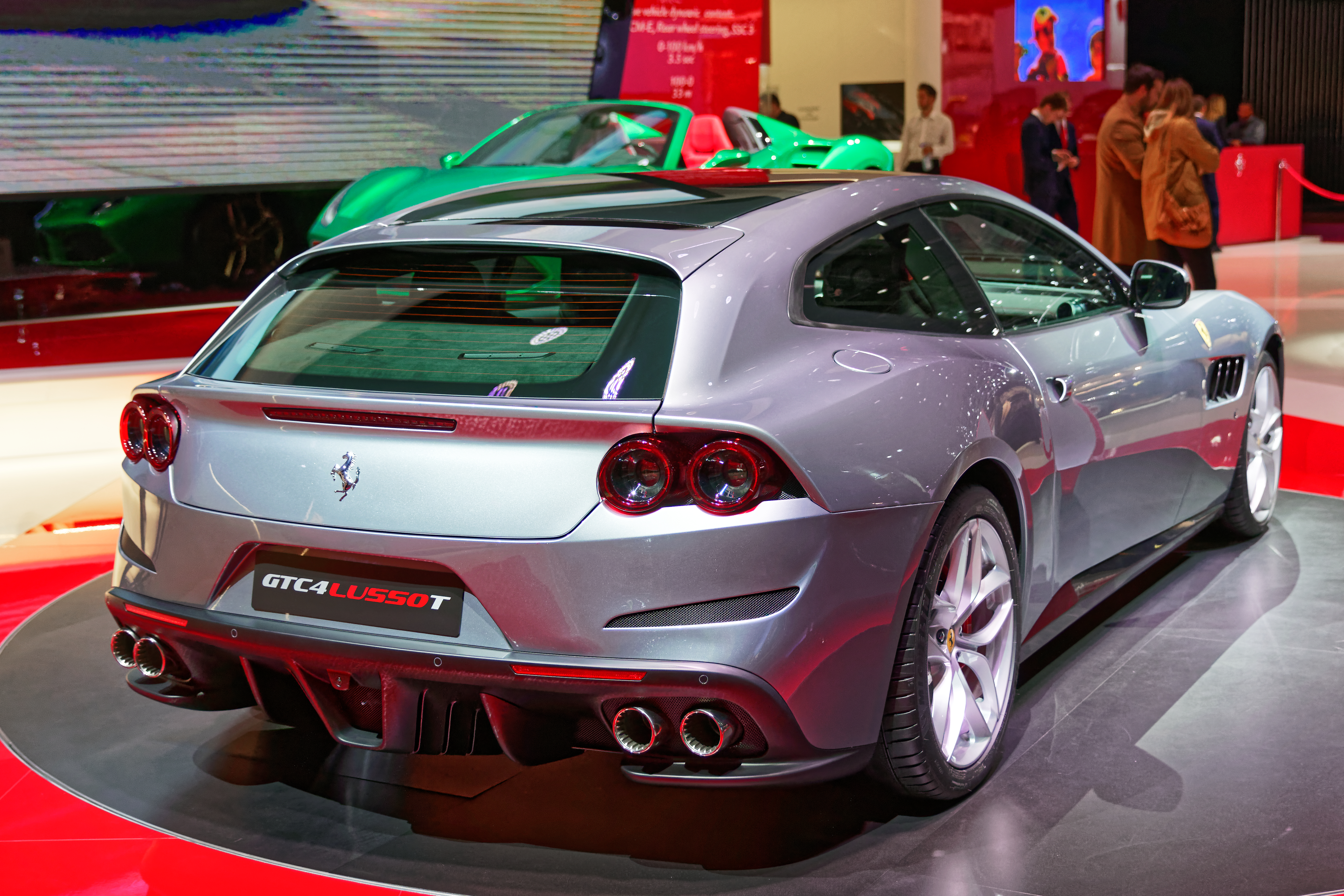
ルッソT